# قائمة شركات الطيران في فلسطين
هذه هي قائمة شركات الطيران المسجلة لدى دولة فلسطين

## قائمة الشركات
| الرقم | شركة الطيران             | بالانجليزية          | صورة | إياتا | إيكاو | رمز النداء  | تاريخ بدء العمليات | تاريخ انتهاء العمليات | ملاحظات |
| ----- | ------------------------ | -------------------- | ---- | ----- | ----- | ----------- | ------------------ | --------------------- | ------- |
| 1     | الخطوط الجوية الفلسطينية | Palestinian Airlines |      | PF    | PNW   | PALESTINIAN | 1995               | 2020                  |         |

## التاريخ

### الخطوط الجوية الفلسطينية

شعار الخطوط الجوية الفلسطينية

شركة مملوكة بالكامل للسلطة الوطنية الفلسطينية، تأسست بداية عام 1995، وبدأت أعمالها في يونيو 1997 من العريش حتى افتتاح مطار غزة الدولي عام 1998. مع اندلاع الانتفاضة الفلسطينية الثانية، توقفت أعمال الخطوط الفلسطينية، أجبرت على الانتقال إلى مطار العريش الدولي عام 2001، بعد أن دمر الجيش الإسرائيلي مدرج مطار غزة.